# Правила пісенного конкурсу Євробачення
Офіційні правила пісенного конкурсу Євробачення є дуже довгими, мають велику кількість технічних деталей та постійно змінюються. Більшість правил стосуються технічних аспектів конкурсу, зокрема технічних аспектів телетрансляції. Далі будуть описані найважливіші правила, які стосуються виконавців, пісень та визначення переможця.

## Кількість країн і пісень
Кожна країна може представити на Євробаченні лише одну пісню. Максимальною кількістю учасників в фіналі конкурсу є 26, за винятком Конкурсу 2015 року, в фіналі якого взяло участь 27 учасників, з одним додатковим місцем для Австралії. 26 країн які беруть участь у фіналі складаються з:
- 10 країн, які кваліфікувалися з першого півфіналу
- 10 країн, які кваліфікувалися з другого півфіналу
- «Велика п'ятірка» (країни, які роблять найбільші фінансові внески в Європейську мовну спілку) — Франція, Німеччина, Іспанія, Італія та Велика Британія
- Країна-господар

На найпершому конкурсі в 1956 році кожна країна могла представити по дві пісні, кожна з яких мала бути не довшою за три хвилини. Правило про тривалість пісень триває і до сьогодні, хоча багато виконавців записують довші пісні, скорочені версії яких виконують на Євробаченні. Із часом кількість країн на Євробаченні зростала, тому з 1993 року, коли після розпаду СРСР та Югославії утворилася велика кількість нових держав, почали вносити зміни у правила щоб спочатку обмежити кількість країн, які зможуть взяти участь в конкурсі, а потім щоб дозволити всім охочим брати участь.

## Виконавці
Відповідно до чинних правил, під час виступу на сцені може бути не більше шести виконавців. Всім виконавцям на момент виступу має бути 16 або більше років. Це правило було запроваджено в 1990 році, наступного року після виступу двох виконавців, яким було 11 та 12 років. Це правило означає що Сандра Кім, яка перемогла у конкурсі 1986 року у віці 13 років, назавжди залишиться наймолодшим переможцем Євробачення. Виконавцю має 16 років саме на момент виступу, а не на момент національного відбору. Ліндсі Дракасс, яка представляла Велику Британію на конкурсі 2001 року, та Трійну Ківілаан, яка представляла Швейцарію на конкурсі 2005 року, обидві були віком у 15 років на момент національного відбору та віком у 16 років на момент виступу.
Не існує обмежень на громадянство виконавця, тому було багато випадків, коли країну на Євробаченні представляв не громадянин цієї країни. Найвідомішим таким випадком є канадійка Селін Діон, яка перемогла на конкурсі 1988 року представляючи Швейцарію.

## Мови
З моменту заснування пісенного конкурсу і до 1965 року не існувало обмежень на мову пісень, хоча виконавці зазвичай виконували пісні мовами держав які вони представляли. В 1966 році було введене правило, що пісня має бути мовою держави, яку ця пісня представляє. Це правило діяло до 1973 року, після якого виконавці знов могли виконувати пісні будь-якою мовою. Цим скористались декілька переможців, зокрема група ABBA, пісня якої під назвою «Waterloo» англійською мовою перемогла на конкурсі 1974 року. В 1977 році було повернуто правило про те, що пісня має виконуватись мовою держави яку представляє, і це правило діяло аж до 1998 року включно. При цьому було зроблене виключення для ФРН та Бельгії, яким дозволили використовувати англійську мову. Під час мовних обмежень тільки Велика Британія, Ірландія та Мальта мали змогу делегувати на конкурс пісні англійською мовою, оскільки вона є в цих країнах офіційною. Також три пісні мали назву і один рядок англійською, а весь інший текст національною мовою: «Don't Ever Cry» (Хорватія, 1993), «One Step» (Австрія, 1997) та «Goodbye» (Боснія і Герцеговина, 1997).
Починаючи з 1999 року і до сьогодні немає жодних обмежень на мову виконання пісень. Починаючи з того року почав поширюватись звичай виконувати пісні англійською мовою. Так, наприклад, серед пісень на конкурсі 2017 року тільки 7 із 42 пісень не виконуються повністю англійською мовою. Також доволі поширеними стали пісні, текст яких складається з частин різними мовами, зазвичай англійською і мовою держави, яку представляє пісня.
На конкурсі 1994 року відбувся скандал, коли представниця Польщі Едита Гурняк порушила правила заспівавши свою пісню англійською під час генеральної репетиції. Тільки шість країн вимагали дискваліфікації Польщі, але для того щоб це сталося потрібні вимоги як мінімум від 13 країн, тому Польща залишилась.

## Новизна та оригінальність пісень
Пісні, які беруть участь в Євробаченні, не можуть бути каверами або семплами пісень інших виконавців та мають бути повністю оригінальними, як в частині тексту, так і в частині мелодії. Також пісні повинні бути опублікованими не раніше 1 вересня року попереднього до року, в який проходитиме конкурс, в якому ці пісні візьмуть участь. Якщо пісні опубліковуються до початку конкурсу, то тільки на внутрішньому ринку країни, яку вони представляють.

## Вокал та інструменти
Пісні, які беруть участь в Євробаченні, не можуть бути повністю інструментальними. Декілька пісень на Євробаченні виконувались «а капела» (спів без інструментального супроводу): «I Hear Your Heart», яка представляла Латвію на Євробаченні 2006; «With Love Baby», яка представляла Бельгію на Євробаченні 2011; «The Secret Is Love», яка представляла Австрію на Євробаченні 2011 (тільки початок а капела).

## Історія змін до правил
- 1956 — найперший конкурс, кожна країна мала провести національний відбір і вибрати пісні, які представлятимуть країну на конкурсі.
- 1957 — після того, як пісня, яка представляла Італію, тривала трохи більше п'яти хвилин, було запроваджено обмеження на тривалість пісні в три хвилини. Це правило діє і донині.
- 1958 — започаткована традиція давати країні-переможцю право проводити конкурс наступного року. Декілька разів (1960, 1963, 1972, 1974, 1980, 2023) ця традиція не виконувалась.
- 1962 — система голосування змінена. Тепер 10 членів журі в кожній країні, кожен давав трьом найкращим пісням 3, 2 або 1 бал. До цього кожен член журі давав 1 бал одній найкращій пісні.
- 1963 — кількість членів журі подвоїлась і стала складати 20, і вони тепер давали п'ятьом найкращим пісням від 1 до 5 балів.
- 1964 — кількість членів журі знов стала 10, і вони тепер давали трьом найкращим пісням 5, 3 або 1 бал. Також тепер в члена журі з'явилася можливість віддати всі 9 доступних йому балів одній пісні, але ніхто так і не скористався цією можливістю.
- 1965 — члени журі тепер мають можливість також віддати 6 та 3 бали двом найкращим пісням.
- 1966 — тепер країни мають представляти пісню з текстом однією із своїх національних мов.
- 1967 — система голосування повернута до такої, яка використовувалась в 1956—1961 роках.
- 1970 — після перемоги одразу чотирьох країн в результаті однакової кількості балів на конкурсі минулого року, були запроваджені правила визначення переможця при нічийному результаті.
- 1971 — тепер кожна країна мала лише двох членів журі: одного молодше 25 років і одного старше 25 років. Вони ставили кожній пісні від 1 до 5 балів. Також максимальна кількість виконавців від однієї країни була піднята з двох до шести[2].
- 1973 — правило про те, що країна має представляти пісню однією зі своїх національних мов, скасовано.
- 1974 — система голосування, яка використовувалась в 1956—1961 та 1967—1970, запроваджена вже втретє.
- 1975 — запроваджена система голосування подібна до сучасної. Колегія журі кожної країни давала найкращій пісні 12 балів, другій найкращій 10, третій найкращій 8, четвертій найкращій 7, п'ятій найкращій 6 балів і так далі аж до десятої найкращої пісні, якій давався 1 бал.
- 1976 — оскільки вартість проведення конкурсу постійно зростає, кожна країна-учасник тепер має платити внесок за участь в конкурсі.
- 1977 — правило про те, що країна має представляти пісню однією зі своїх національних мов, повернено.
- 1980 — тепер бали, які виставила колегія журі певної країни, оголошуються в порядку зростання балів, а не в порядку виконання пісень.
- 1987 — оскільки кількість країн, які бажали взяти участь в Євробаченні, досягла рекордних 22, було запроваджено обмеження в кількості країн-учасників в 22 країни, хоча протягом наступних років цю цифру іноді незначно змінювали.
- 1990 — після перемоги Сандри Кім на Євробаченні 1986 у віці всього 13-ти років та участі в Євробаченні 1989 двох учасників віком 11 і 12 років, було запроваджено обмеження на вік виконавців. Тепер вік мав бути не менше 16.
- 1994 — через різке збільшення кількості країн, які хочуть брати участь в Євробаченні, було запроваджено правило, що п'ять країн, які виступили найгірше цього року, не зможуть взяти участь в конкурсі наступного року.
- 1997 — правило 1994 року було змінено, і тепер в цьогорічному конкурсі не брали участь країни із найгіршим середнім результатом за останні чотири роки. Також цього року п'ять країн вперше використали телеголосування замість журі. Поступово всі країни, окрім Сан-Марино, запровадять телеголосування.
- 1999 — правило про те, що країна має представляти пісню однією зі своїх національних мов, знову скасовано. Також починаючи з цього року не використовується оркестр.
- 2000 — запроваджено правило «Великої четвірки». Тепер Франція, Німеччина, Іспанія та Велика Британія потрапляли до конкурсу незалежно від їх виступів у минулі роки.
- 2004 — правило обмеження кількості країн-учасників скасовано. Замість нього запроваджено півфінал.
- 2006 — тепер бали з 1 до 7 не оголошуються в голос, а просто показуються на екрані[3].
- 2008 — із досягненням рекордної кількості країн-учасниць у 43 країни, введено другий півфінал.
- 2009 — тепер журі і телеголосування мали по 50 % впливу на результат голосування.
- 2010 — тепер телеглядачі починають голосувати не після завершення всіх пісень, а одразу після початку першої пісні.
- 2011 — Італія разом із поверненням на Євробачення, приєдналася до «Великої четвірки», яка тепер стала «Великою п'ятіркою»[4].
- 2012 — телеголосування знову починається тільки після завершення останньої пісні[5].
- 2015 — Європейська мовна спілка вперше дозволяє участь в Євробаченні країні не з Європейської мовної зони або Ради Європи. Австралія вперше бере участь у Євробаченні[6][7].
- 2016 — змінено систему голосування. Раніше кожна країна роздавала один набір балів, утворений голосами журі та телеглядачів. Тепер у журі та телеглядачів є у кожного свій набір балів. Спочатку оголошуються голоси журі кожної країни, вголос оголошується тільки оцінка в 12 балів, інші оцінки просто показуються на екрані. Після цього оголошуються бали визначені телеголосуванням. Оголошуються бали отримані кожною країною починаючи країною, яка отримала найменше балів, і закінчуючи країною, яка отримала найбільше балів. Таким чином, на відміну від попередніх років, стає зрозумілим хто переможець тільки на останніх хвилинах оголошення результатів голосування[8].
- 2023 — 22 листопада 2022 року ЄМС оголосила про серйозні зміни в системі голосування на конкурсі 2023 року[9]. Результати півфіналу визначатимуться винятково телеголосуванням, як це було в період між 2004 і 2007 роками, тоді як результати фіналу визначатимуть як національні журі, так і телеголосування, як це відбувається з 2009 року. У випадку, якщо країна не зможе надати результати телеголосування для півфіналу, використовуватимуться резервні результати журі, а якщо проблема не зникне до фіналу, бали журі, нараховані у фіналі, будуть подвоєні, замінюючи попередню процедуру використання алгоритму для розрахунку та призначення балів на основі країн із подібними моделями голосування. Якщо журі країни дискваліфіковано, бали телеголосування від цієї країни будуть подвоєні та використані як заміна у фіналі. Глядачі з країн, які не беруть участі в шоу, також зможуть голосувати в усіх шоу, при цьому їхні голоси будуть узагальнюватися та представлятися як один окремий набір балів у розділі «Решта світу». Ці глядачі зможуть голосувати через онлайн-платформу[10]. На платформу поширюється таке ж обмеження, як і на голосування шляхом SMS чи телефонного дзвінка країни-учасниці: не більше 20 голосів з однієї кредитної картки, причому проголосувати можна лише за одну трансакцію.
- 2024 — після того, як результати конкурсу 2023 року, в якому перемогла Швеція попри лідерство Фінляндії в телеголосуванні, викликали суперечки серед глядачів, норвезька телекомпанія NRK почала переговори з EBU щодо можливого перегляду процедури голосування журі. Рішення про те, чи будуть застосовані зміни, і які саме зміни буде прийнято референсною групою конкурсу буде оголошено в січні 2024 року. Представники країн «Великої п'ятірки» (Великої Британії, Франції, Німеччини, Італії й Іспанії) та Швеції, як країни-переможниці Євробачення-2023, вперше виконали свої пісні наживо під час півфіналів конкурсу — у попередні роки в цей час показували лише короткі уривки з генеральних репетицій кожної з країн. Крім того, щоб побачити постановки «Великої п'ятірки» та Швеції, які одразу проходять у фінал Євробачення, глядачам не доведеться чекати інтервал-актів — три додаткові виступи в кожному з півфіналів будуть проходити в перервах між виходом на сцену інших виконавців. У 2024 році вікно для голосування «Решта світу» буде відкрито за 24 години до початку шоу та залишатиметься відкритим до початку шоу. Крім того, вікно для голосування у фіналі відкривається безпосередньо перед виконанням першої пісні та залишатиметься відкритим протягом 25 хвилин після виконання останньої пісні.
- 2025 – Європейська мовна спілка (EBU) оголосила оновлені правила використання прапорів на конкурсі, яке в травні пройде у швейцарському Базелі. Організатори наголошують на прагненні зберігати "баланс між самовираженням та нейтральністю заходу". Відтепер артистам та делегаціям дозволено використовувати лише офіційний прапор країни. Інші прапори, зокрема окремих спільнот або інших держав, будуть заборонені. За порушення цих правил передбачені санкції, включно з можливою дискваліфікацією артистів. Глядачам дозволяється приносити будь-які прапори, за винятком тих, що заборонені швейцарським законодавством (як дискримінаційні чи екстремістські). Ця заборона поширюється на прапори ЛГБТК+, палестинські прапори та прапори ЄС, що викликало критику з боку правозахисних груп. Зміни були внесені після суперечок на попередніх конкурсах, де демонстрація прапорів набула політичного забарвлення.[11]